# Pseudophilotes hylactor
Pseudophilotes hylactor är en fjärilsart som beskrevs av Johann Andreas Benignus Bergsträsser 1779. Pseudophilotes hylactor ingår i släktet Pseudophilotes och familjen juvelvingar. Inga underarter finns listade.